# اوردوی (کلرادو)
اوردوی (به انگلیسی: Ordway) شهری در ایالت کلرادو کشور ایالات متحده آمریکا است که جمعیت آن در سرشماری سال ۲۰۱۰ میلادی، ۱٬۰۸۰ نفر بوده‌است.